# Michal Hvorecký
Michal Hvorecky (n. 1976 - ...) este un scriitor slovac.